# Fuik (Seru Grandi)
Fuik – osada (wijk) w miejscowości Seru Grandi w dystrykcie Bandariba, w kraju autonomicznym Curaçao, należącym do Holandii, w Ameryce Południowej. 20 października 2023 r. liczyła 781 mieszkańców.  